# Premio Comstock de Física
El Premio Comstock de Física es otorgado por la Academia Nacional de Ciencias de Estados Unidos "por el descubrimiento reciente innovación o investigación en la electricidad, el magnetismo, o la energía radiante, en sentido lato."
Los premiados deben ser residentes de América del Norte. Lleva el nombre de Ciro B. Comstock, se ha otorgado aproximadamente cada cinco años desde 1913.
Lista de ganadores del Premio Comstock
- Deborah Jin S. (2014)

Por demostrar la degeneración cuántica y la formación de un condensado de Bose-Einstein molecular en gases atómicos ultrafríos fermionic, y por su trabajo pionero en la química cuántica molecular polar.
- Charles L. Bennett (2009)

Por su cartografía de la radiación cósmica de fondo y la determinación de la edad del universo, el contenido de masa-energía, la geometría, la tasa de expansión, y la reionización época o con una precisión sin precedentes.
- John Bahcall (2004)

Por sus muchas contribuciones a la astrofísica, especialmente su obra definitiva sobre los modelos solares y su papel crucial en la identificación y resolución del problema de los neutrinos solares.
- John Clarke (1999)

Por sus importantes contribuciones al desarrollo de dispositivos superconductores de interferencia cuántica (CALAMARES) y su uso para las mediciones científicas, especialmente la electricidad, el magnetismo y ondas electromagnéticas.
- E. L. Hahn (1993)

Por sus descubrimientos revolucionarios en resonancia magnética y óptica coherentes, en particular para el eco de espín Hahn, el Hartman-Hahn polarización cruzada, y la transparencia auto-inducido.
- Charles P. Slichter (1993)

Por sus contribuciones seminales para el desarrollo y aplicación de la resonancia magnética en la materia condensada, incluyendo la primera prueba experimental de las correlaciones de apareamiento en los superconductores y los estudios fundamentales en la ciencia de superficies y la catálisis.
- Paul C. W. Chu y Maw-Kuen Wu (1988)

Por el descubrimiento de la superconductividad en óxido de cobre de itrio bario y compuestos similares por encima del punto de ebullición del nitrógeno - un importante avance científico y tecnológico.
- Theodor W. Hänsch y Peter P. Sorokin (1983)

- Raymond Davis, Jr. (1978)

- Robert H. Dicke (1973)

- Leon N Cooper y Robert J. Schrieffer (1968)

- C. S. Wu (1963)

- Charles H. Townes (1958)

- William Shockley (1953)

Por sus investigaciones pioneras y exposición de las propiedades eléctricas y magnéticas de materiales sólidos; en particular para sus investigaciones en la conducción de la electricidad por los electrones y los agujeros en los semiconductores.
- Merle A.Tuve (1948)

Por su trabajo pionero en la atmósfera superior y su desarrollo del método de pulso eléctrico de estudio; por su trabajo pionero en la física nuclear que utilizan el generador electrostático; y por su desarrollo de la espoleta de proximidad.
- Donald W. Kerst (1943)

Por su pionero trabajar en conexión con el desarrollo de la betatrón y los resultados que se obtienen con esta herramienta científica nueva y poderosa.
- Ernest O. Lawrence (1938)

- Percy W. Bridgman (1933)

Por sus investigaciones que lleva a una mayor comprensión de la constitución eléctrica de la materia.
- Clinton J. Davisson (1928)

En reconocimiento a su trabajo experimental que demuestra que bajo ciertas condiciones, los electrones se comportan como era de esperar los trenes de ondas de comportarse.
- William Duane (1923)

- Samuel Jackson Barnett (1918)

- Robert A. Millikan (1913)

- Datos: Q1122821